# Mauzoleum (Horní Libina)
Mauzoleum rodiny Langerových je novobarokní hrobka rodiny podnikatele Norberta Langera. Nachází se v parku s alejí v obci Horní Libina v okrese Šumperk.

## Historie
Norbert Langer a synové, továrna na lněné, bavlněné a hedvábné zboží vznikla dne 18. října 1821. Jejími zakladateli byli Norbert Langer a jeho synové Franz a Carl. Továrna vznikla ve Šternberku a navazovala na tradici textilní výroby, která zde existovala již od konce 18. století. Norbert Langer zemřel 26. října 1848. Mauzoleum však bylo postavili roku 1932 dědici jeho továrny, Adolf a Hermína Langrovi, kteří zemřeli v roce 1934.
V roce 1966 bylo mauzoleum zapsáno na seznam kulturních památek.

## Popis
Novobarokní, čtvercově založená drobná zděná omítaná stavba s předsunutým sloupovým průčelím je postavena na centrálním čtvercovém půdorysu. Střecha je osazena lucernou. Kolem celé stavby obíhá kládí, které se vpředu zalamuje nad dvojicemi hladkých sloupů s kompozitními hlavicemi.